# صور منشأة بالحاسوب

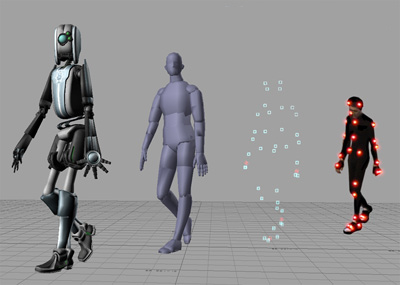
صورة من الحاسب.

الصور المنشأة بالحاسوب (بالإنجليزية: Computer-generated imagery) وتُختصَر إلى (CGI) هي تطبيق الرسوميات الحاسوبية لابتكار أو مشاركة الصور في الفن، ووسائل الإعلام المطبوعة، وألعاب الفيديو، والأفلام، وبرامج التلفاز، والإعلانات والمحاكاة. قد تكون المشاهد المرئية متحركة أو ثابتة، وقد تكون ثنائية الأبعاد، رغم أن المصطلح "CGI" عادة ما يُستخدم للإشارة للرسوميات الحاسوبية ثلاثية الأبعاد المستخدمة لصنع المشاهد أو التأثيرات الخاصة في الأفلام والتلفاز. يمكن استعمالها أيضاً من قبل مستخدم منزلي وتحريرها مع بعضها البعض على برامج مثل ويندوز موفي ميكر أو آي موفي. يشير مصطلح التحريك الحاسوبي إلى الصور المنشأة بالحاسوب المتحركة المقدمَة كفلم. يشير مصطلح العالم الافتراضي إلى البيئات التفاعلية المستندة إلى وكيل. برمجيات الرسوميات الحاسوبية تُستخدَم لصنع صور منشأة بالحاسوب من أجل الأفلام إلخ. إتاحة برمجيات CGI وسرعات الحواسيب المتزايدة سمحت للفنانين الفرديين والشركات الصغيرة بإنتاج أفلام، ألعاب، وفنون جميلة بدرجة احترافية من حواسيبهم المنزلية. أحدث هذا ثقافة إنترنت فرعية بمجموعتها الخاصة من المشاهير العالميين، أفكار مبتذلة، وقاموس كلمات تقنية. تطور الـCGI قادت لظهور السينماتوغرافيا الافتراضية في تسعينات القرن العشرين. حيث حركة كاميرات المحاكاة غير مقيدة بقوانين الفيزياء.

## الصور والمناظر الطبيعية الثابتة

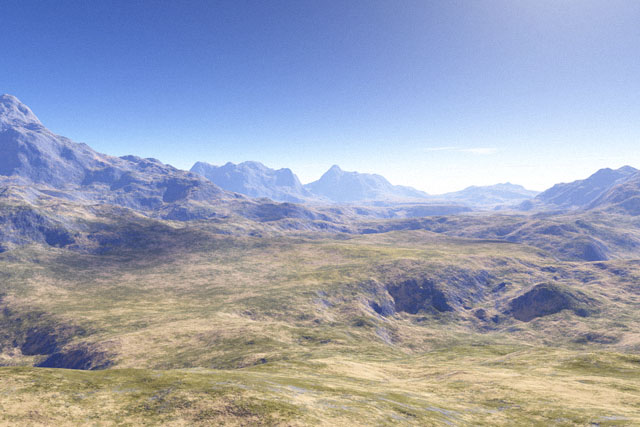
منظر طبيعي كسوري

لاتشكل الصور المتحركة جزءاً من الصور المنشأة بالحاسوب وحسب، بل تشكل أيضاً مناظر طبيعية المنظر، مثل المناظر الطبيعية الكسورية، تُنشأ أيضاً بواسطة الخوارزميات الحاسوبية. من الطرق البسيطة لإنشاء مظاهر كسورية هو استعمال توسع طريقة الشبكة المضلعية، بالاعتماد على بناء لبعض الحالات الخاصة لانحناء دي رام، مثل إزاحة نقطة الوسط. على سبيل المثال، قد تبدأ الخوارزمية بمثلث كبير، ثم يتم التكبير بتكرار بتقسيمه إلى أربعة مثلثات سيربنسكي، ثم استيفاء الارتفاع لكل نقطة من أقرب جيرانها. صنع سطح براوني قد يُحصَل عليه ليس فقط بإضافة تداخل بينما تُكوَّن عقد جديدة، بل بإضافة تداخلات إضافية في مستويات متعددة من الشبكة. هكذا يمكن صنع خريطة طبوغرافية بمستويات متفاوتة من الارتفاع باستعمال خوارزميات كسورية بسيطة نسبياً. بعض الكسوريات النموذجية، والسهلة البرمجة المستعملة في الصور المنشأة بالحاسوب هي كسوريات البلازما وكسوريات الخطأ الأكثر دراماتيكية.
عدد كبير من التقنيات الخاصة بُحِث فيها وطُورت لإنتاج تأثيرات منشأة بالحاسوب عالية التركيز، مثل استعمال نماذج محددة لتمثيل التجوية الكيميائية للصخور لتجسيد التعرية وإنتاج «مظهر كبير السن» لسطح معطى صخري الأساس.

## المشاهد المعمارية

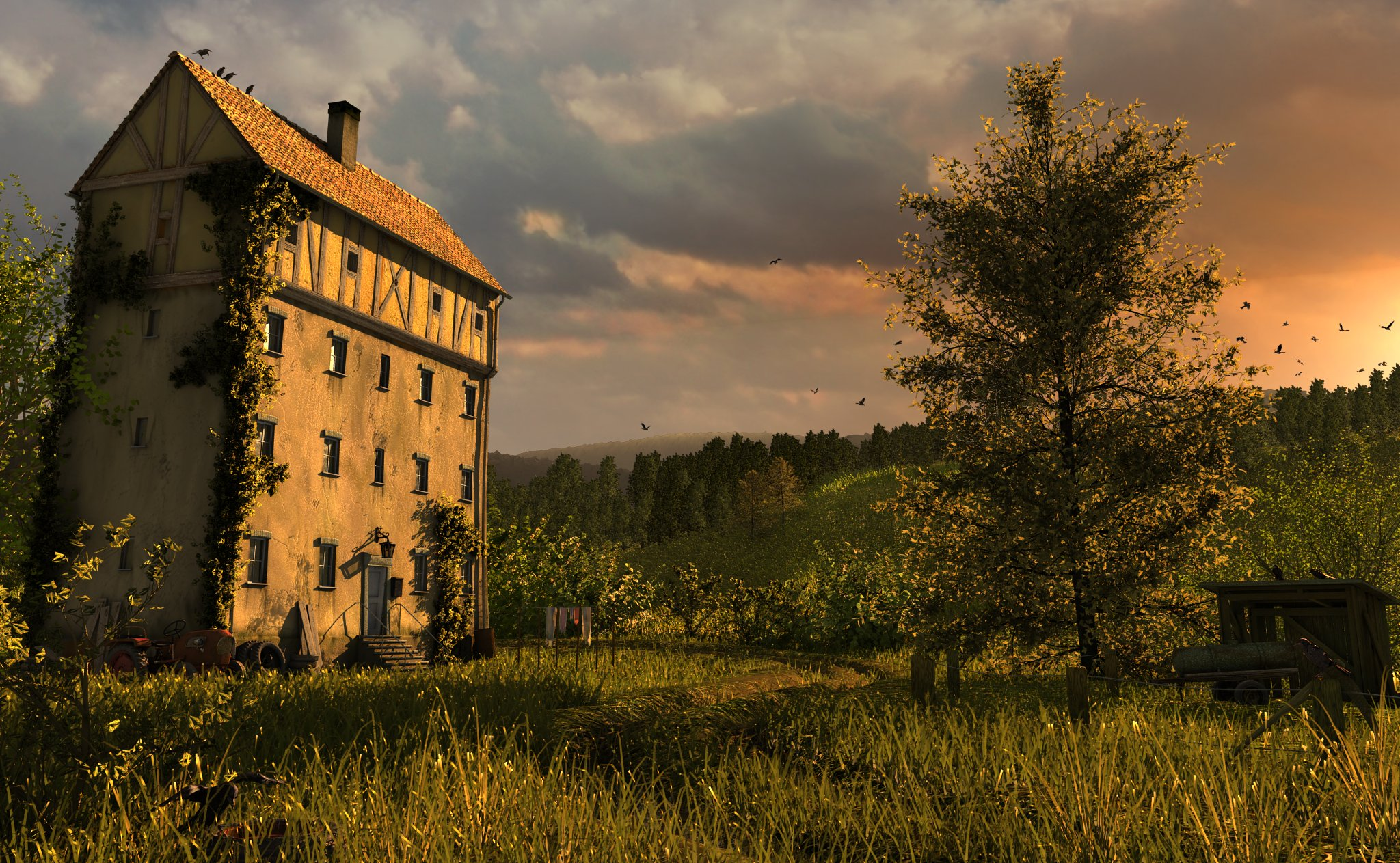
صورة منشأة حاسوبياً تظهر منزلاً، مصنوعة في بلندر.

المعماريون الحديثون يستعملون مؤسسات الرسوميات الحاسوبية لصنع نماذج ثلاثية الأبعاد للزبائن والبنائين. هذه النماذج المنشأة حاسوبياً يمكن أن تكون أكثر دقة من الرسومات التقليدية. التحريك الهندسي (الذي يزود بأفلام متحركة للبناء، فضلاً عن الصور التفاعلية) يمكن استعماله أيضاً لرؤية العلاقة الممكنة التي يملكها مبنى فيما يتعلق بالبيئة والمباني المحيطة. تقديم المساحات المعمارية بدون استعمال أدوات الورق والقلم الآن تطبيق مقبول بشكل واسع مع عدد من أنظمة التصميم المعماري بمساعدة الحاسوب.
أدوات النمذجة المعمارية تسمح للمعماري بتخيل مساحة والقيام بـ«التجوال» بأسلوب تفاعلي، وهكذا مزوداً «بيئات تفاعلية» في كلا المستويين المدني والبنائي. تطبيقات محددة في العمران لا تتضمن مواصفات هياكل أبنية مثل الجدران والنوافذ، والتجوالات وحسب، بل تأثيرات الضوء وكيف سيؤثر ضوء الشمس على تصميم معين في أوقات مختلفة من اليوم.
صارت أدوات النمذجة المعمارية الآن بأساس الإنترنت بشكل متزايد. لكن جودة الأنظمة بأساس الحاسوب متأخرة عن أنظمة النمذجة المتطورة داخل الشركات.
في بعض التطبيقات، تُستعمل الصور المنشأة بالحاسوب لـ«عكس هندسة» المباني التاريخية. على سبيل المثال، استوحيت إعادة بناء دير في غورغينثال في ألمانيا من أطلال الدير، لكنها تزود الناظر بـ«انظر واشعر» لما كان سيبدو عليه المبنى في يومه.

## النماذج التشريحية
النماذج المنشأة بالحاسوب للتحريك العظمي ليست دائماً صحيحة تشريحياً. إلا أن منظمات مثل معهد التصوير والحوسبة العلمية طورت نماذج حاسوبية الأساس صحيحة تشريحياً. النماذج التشريحية المنشأة بالحاسوب يمكن استعمالها لكل من التعليمية والعملية. حتى الآن، لا يزال عدد كبير من الصور الطبية المنتجة فنياً مستعملة من قبل الطلاب الطبيين، كصور فرانك نيتتير، مثل الصور القلبية. إلا أن عدداً من النماذج التشريحية على الإنترنت صارت متاحة.
الأشعة السينية لمريض واحد ليست صوراً منشأة بالحاسوب، حتى في حالة صور الأشعة السينية المرقمنة. مع ذلك، في التطبيقات التي تستخدم التصوير المقطعي المحوسب يُنتج نموذج ثلاثي الأبعاد تلقائياً من عدد كبير من شرائح صور أشعة فردية، منتجاً «صورة منشأة بالحاسوب». التطبيقات التي تستخدم التصوير بالرنين المغناطيسي تجمع أيضاً عدداً من «اللقطات» (في هذه الحالة عن طريق النبضات المغناطيسية) لإنتاج صورة داخلية مركبة.
في التطبيقات الطبية الحديثة، تبنى النماذج محددة المريض في «الجراحة بمساعدة الحاسوب». على سبيل المثال، في استبدال الركبة الكامل، يمكن استعمال بناء نموذج محدد المريض مفصل لتخطيط الجراحة بحرص. هذه النماذج ثلاثية الأبعاد عادة تُستخرج من مسوح صور مقطعية للأجزاء المناسبة من جسم المريض. نماذج كهذه يمكن استعمالها أيضاً لتخطيط زرع الصمام الأبهري، إحدى أكثر العمليات شيوعاً لعلاج أمراض القلب. نظراً لأن الشكل، والقطر وموقع فتحات الشريان التاجي قد تختلف كثيراً من مريض لآخر، فاستخراج (من مسوح التصوير المحوسب) لنموذج يشابه بعناية تشريح صمام المريض قد يكون مفيداً بشكل كبير في تخطيط العملية.

## إنشاء صور للقماش والجلد

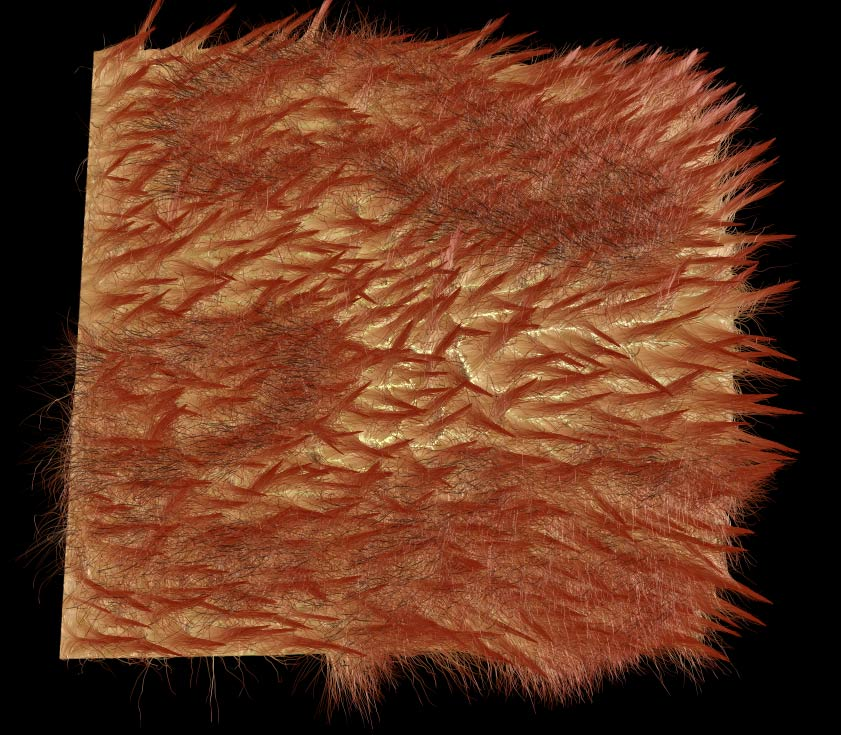
فرو رطب منشأ بالحاسوب

نماذج القماش عامة تقع ضمن ثلاث مجموعات: البناء الهندسي-الميكانيكي في قطع الخيوط، ثانياً تقنية الصفائح المرنة المتصلة وثالثاً مميزات القماش الهندسية المجهرية. حتى الآن، يبقى صنع القماش بطابع رقمي مطوي تلقائياً بطريقة طبيعية تحدياً للعديد من المحركين.
إضافة إلى استعمالها في الأفلام، والإعلانات والوسائط الأخرى للعرض العام، تستعمل صور القماش المنشأة بالحاسوب الآن بصورة روتينية من قبل مؤسسات تصميم القماش الكبرى.
التحدي في تقديم صور جلد الإنسان ينطوي على ثلاث مستويات من الواقعية: واقعية الصورة في مشابهة الجلد الحقيقي في المستوى الثابت؛ الواقعية الجسدية في مشابهة تحركاته والواقعية العملية في مشاهدة تجاوبه مع الحركات. أدق المميزات المرئية مثل التجاعيد الدقيقة ومسام الجلد يتفاوت حجمها بين 1 ميكرومتر و0.1 مليمتر. يمكن نمذجة الجلد كدالة نسيج ثنائي الاتجاه سباعية الأبعاد، أو مجموعة من دوال توزيع التفريق ثنائي الاتجاه على سطوح الهدف.

## المحاكاة والتصور التفاعلي
التصور التفاعلي هو مصطلح عام ينطبق على تقديم البيانات التي قد تختلف ديناميكياً وتسمح للمستخدم بعرض البيانات من وجهات نظر متعددة. قد تختلف مناطق التطبيقات بشكل ملحوظ، متفاوتة من تصور أنماط التدفق في جريان الموائع إلى تطبيقات التصميم المدعوم بالحاسوب المحددة. البيانات المقدمة قد تتوافق مع مشاهد بصرية محددة تتغير مع تفاعل المستخدم مع النظام، مثل المحاكيات كمحاكي الطيران تشكل استعمالاً شاملاً لتقنيات الصور المنشأة بالحاسوب لتمثيل العالم.
في المستوى المجرد تشمل معالجة التصور التفاعلي خط أنابيب بيانات في تُدار البيانات الخام وتُرشح إلى نموذج يجعلها مناسبة للتقديم. تُسمى هذه غالباً «بيانات التصور». بعد ذلك تُعيَّن بيانات التصور «للتمثيل التصوري» يمكن تغذيتها لنظام التقديم. تسمى هذه عادة بـ«التمثيل القابل للتقديم». بعدها يُقدَّم هذا التمثيل كصورة قابلة للعرض. أثناء تفاعل المستخدم مع النظام، مثل: بواسطة استعمال عناصر عصا التحكم لتغيير مواقعها داخل العالم الافتراضي، تُغذَّى البيانات الخام عن طريق خط الأنابيب لتكوين صورة مقدمة جديدة، مما يجعل الكفاءة الحسابية في الوقت الحقيقي مفتاحاً للنظر في هكذا تطبيقات.

## التحريك الحاسوبي
في حين قد تكون الصور المنشأة بالحاسوب للمناظر الطبيعية ثابتة، فمصطلح «التحريك الحاسوبي» ينطبق فقط على الصور المتحركة التي تشبه الفلم. مع ذلك، يشير المصطلح بشكل عام للصور المتحركة التي لا تسمح بتفاعل المستخدم، ومصطلح «العالم الافتراضي» يشير إلى البيئات المتحركة التفاعلية.
التحريك الحاسوبي في الأساس خليفة رقمي لفن تحريك إيقاف الحركة للنماذج ثلاثية الأبعاد وتحريك إطار-تلو-إطار للرسومات ثنائية الأبعاد. التحريكات المنشأة بالحاسوب أكثر قبولاً للتحكم من المعالجات ذات الأساس الأكثر فيزيائية، مثل بناء المصغرات للقطات التأثيرات أو توظيف كومبارس لمشاهد الحشود، ولأنه يسمح بتكوين صور لا يمكن تنفيذها باستعمال أي تقنيات أخرى. تسمح أيضاً لفنان رسومي واحد بإنتاج محتوى كهذا بدون استعمال ممثلين، قطع مسرح غالية أو دعائم.
لتكوين وهم حركة، تُعرض الصورة على شاشة الحاسوب وتُستبدَل بتكرار بصورة جديدة مشابهة للصورة السابقة، لكنها متقدمة قليلاً في المجال الزمني (عادة بمعدل 24 أو 30 إطار/ثانية). هذه التقنية مشابهة لكيفية الحصول على وهم الحركة في التلفاز والأفلام.

## العوالم الافتراضية

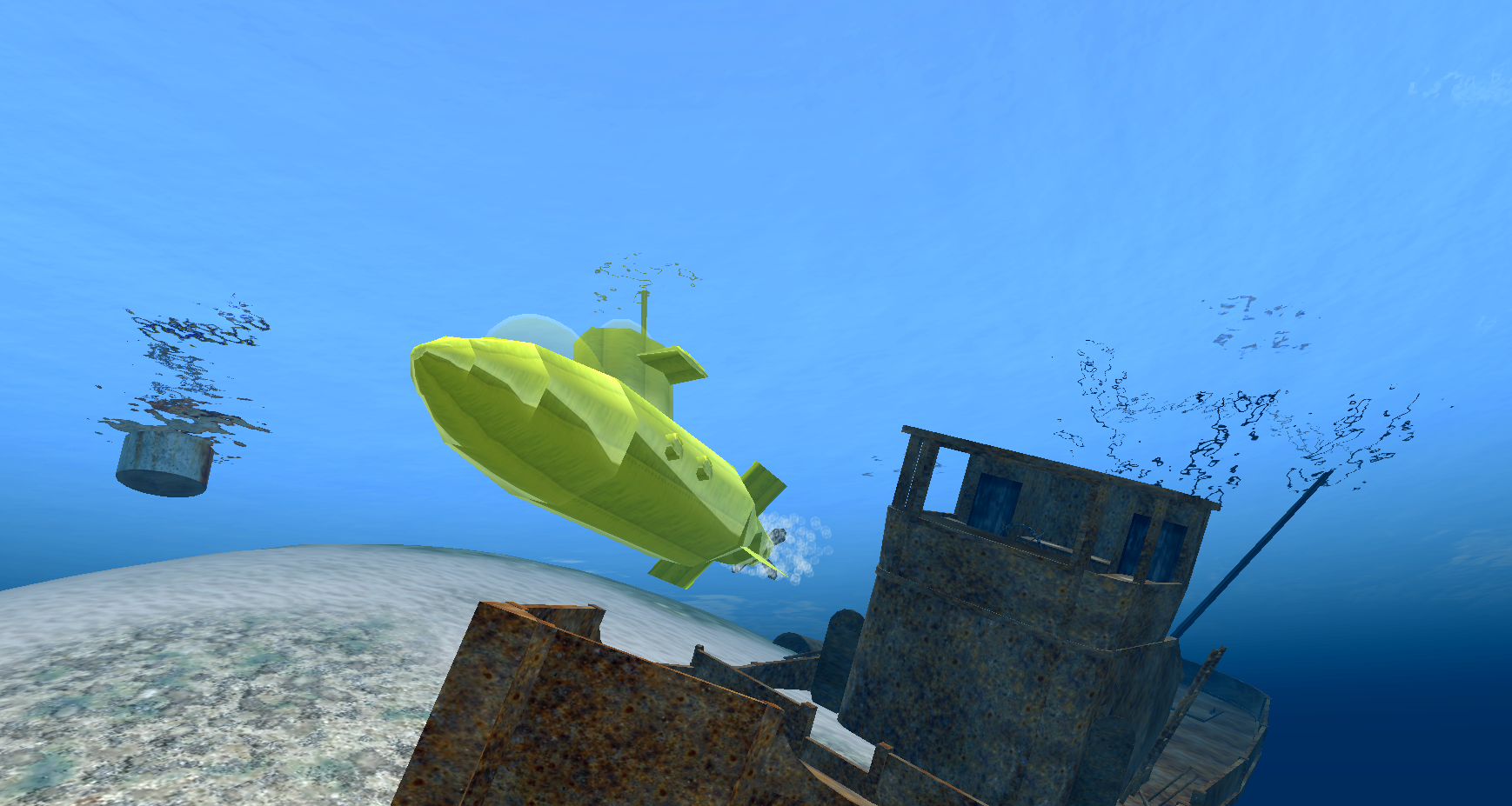
غواصة صفراء في سيكند لايف.

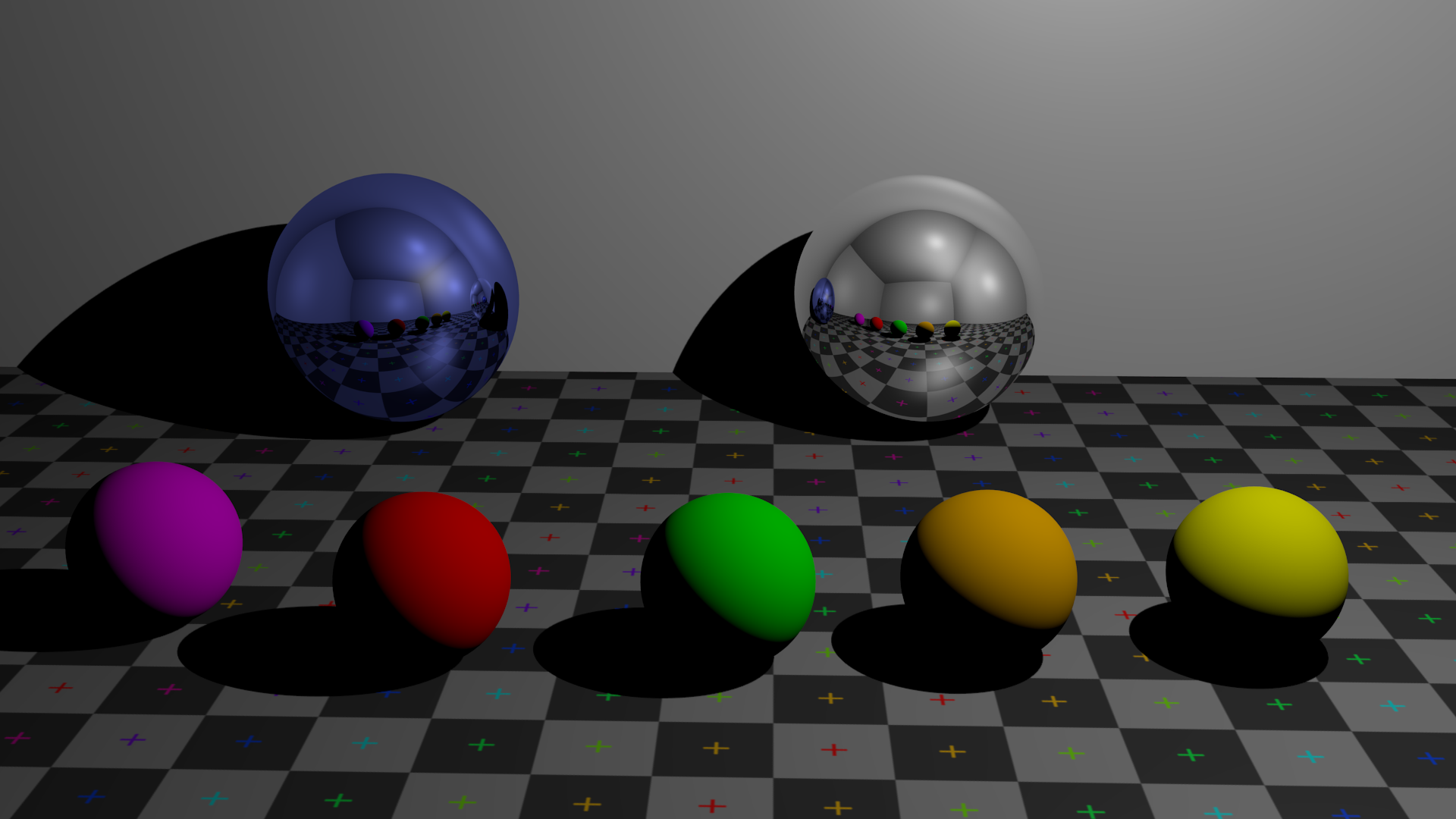
كرات معدنية

العالم الافتراضي هو بيئة محاكاة، تسمح للمستخدم بالتفاعل مع شخصيات متحركة، أو التفاعل مع مستخدمين آخرين باستعمال الشخصيات المتحركة التي تُعرف باسم المجسدات. العوالم الافتراضية معدة لمستخدميها للسكن والتفاعل، وقد صار المصطلح اليوم مرادفاً بشكل كبير للبيئات الافتراضية التفاعلية ثلاثية الأبعاد، فيها يأخذ المستخدمون هيأة مجسدات مرئية للآخرين بشكل حي. هذه المجسدات تُصوَّر عادة كتمثيلات رسومية نصية، ثنائية الأبعاد، أو ثلاثية الأبعاد، إلا أن بعض التمثيلات الأخرى ممكنة (الأحاسيس السمعية واللمسية على سبيل المثال). بعض العوالم الافتراضية، وليس كلها، تسمح بتعدد المستخدمين.

## في قاعات المحاكم
في السنوات الأخيرة، قُدِّم استعمال الصور المنشأة بالحاسوب في قاعات المحاكم. وتُستعمَل لمساعدة القضاة أو هيئة المحلفين لتصور تسلسل الأحداث، الأدلة أو الفرضيات بشكل أفضل. لكن دراسة في 1997 أظهرت أن الناس فيزيائيون بديهيون فقراء ويتأثرون بسهولة بالصور المنشأة بالحاسوب. وهكذا فمن المهم للمحلفين ومتخذي القرار الرسميين الآخرين أن يكونوا على علم بأن معروضات كهذه مجرد تمثيل لتسلسل أحداث محتمل واحد.

## وصلات خارجية
- تاريخ حرج في الرسوميات والتحريك الحاسوبيين – صفحة دورة في جامعة ولاية أوهايو تتضمن كل أدوات الدورة وأدوات الإضافة الشاملة (فيديوهات، مقالات، وصلات).
- CG101: مرجع صناعة الرسوميات الحاسوبية ردمك# 073570046X  تواريخ نادرة وخاصة لأولى إنتاجات الرسوميات الحاسوبية، إضافة إلى مؤسسة إدراكية للصناعة لكل مستويات القراءة.
- “التاريخ يحصل على تجميل رسوميات حاسوبية” تايفون كينغ، كليك، بي بي سي أخبار العالم (2004-11-19)
- إن آي إتش مجموعة صور الإنسان المرئي
- منشئ الصور المجردة (فن الذكاء الاصطناعي)
- scienceviz.com - التخيل، المحاكاة وتحريك الصور المنشأة بالحاسوب العلمي للجامعات، المعماريين والمهندسين